# دتکتور گاز
دتکتور گاز (به انگلیسی: Gas Detector) یکی از تجهیزات کلیدی در حفظ ایمنی محیط‌های صنعتی، تجاری و مسکونی است. این دستگاه با شناسایی و اندازه‌گیری گازهای خطرناک و مضر، از وقوع حوادثی چون انفجار، آتش‌سوزی و مسمومیت جلوگیری می‌کند. از طرفی به جرات می‌توان گفت دتکتور گاز از تجهیزات پرکاربرد ابزار دقیق است.

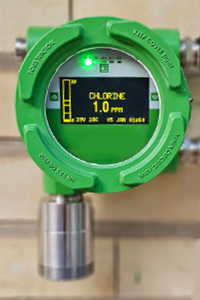
تصویر دتکتور گاز

دتکتورگاز قابلیت شناسایی گازهای سمی، انفجاری و اشتعالزا را دارد. البته بایستی در زمان انتخاب دتکتور گاز به نوع گازی که قرار است شناسایی شود دقت گردد.

## نحوه کار دتکتور گاز
اساس کار دتکتور گاز به این صورت است که دستگاه با استفاده از سنسورهای حساس به گاز، تغییرات شیمیایی و فیزیکی را که به دلیل حضور گاز در محیط ایجاد می‌شود، تشخیص می‌دهد و با ارسال سیگنال به دستگاه کنترلی اعلام خطر می‌کند. در واقع، دتکتور حساس به گاز هستند و با تشخیص تغییراتی در خصوصیات فیزیکی و شیمیایی سنسور خود، به عنوان واکنش‌گر عمل می‌کنند.
این تغییرات می‌توانند شامل تغییر در ولتاژ، جریان الکتریکی، دما، نور یا دیگر خصوصیات فیزیکی و شیمیایی سنسور باشند. سپس دستگاه با تحلیل این تغییرات، نوع گاز و مقدار آن را تشخیص می‌دهد و در صورت وجود گاز خطرناک، اعلام خطر می‌کند.

## انواع دتکتور گاز
دتکتور گاز در سه نوع: ثابت صنعتی (به انگلیسی: fixed gas detector)، خانگی و قابل حمل (به انگلیسی: portable gas detector) ساخته می‌شوند.

## سنسور یا حسگر دتکتور گاز
دتکتورهای گاز بر پایه فناوری‌های گوناگون حسگر ساخته می‌شوند، که هر کدام برای شناسایی نوع خاصی از گاز و در محیط‌های مختلف کاربرد دارند.

## انواع سنسورهای دتکتور گاز
در زیر انواع سنسورهای به کار رفته در دتکتورهای گاز معرفی شده‌اند:
- سنسور الکتروشیمیایی (Electrochemical Sensor)[۳]
- سنسور کاتالیزوری (Catalytic Sensor)[۴]
- سنسور پلیستری (Pellistor Sensor)
- سنسور مادون قرمز (Infrared Sensor)[۵]
- سنسور VOC یا گازهای فرار (Volatile Organic Compounds)
- سنسور نیمه هادی PID[۶]

## دلایل و اهمیت استفاده از دتکتور گاز
یکی از مهم‌ترین اهداف این دستگاه‌ها، حفظ ایمنی افراد است. گازهای سمی مانند دی‌اکسید کربن (CO2)، جان میلیون‌ها نفر را در سراسر جهان می‌گیرد. به کمک این دستگاه، می‌توان این گازها را تشخیص داد و هشدار داد تا اقدامات لازم برای خروج افراد از محل انجام شود.
در برخی محیط‌ها، احتمال وقوع انفجار به دلیل وجود گازهای قابل اشتعال وجود دارد. به عنوان مثال دتکتورهای گازی موجود در در صنایع نفت و گاز، کارخانجات تولید مواد شیمیایی و نیروگاه‌ها به‌طور معمول قادر به تشخیص گازهای قابل اشتعال مانند متان، پروپان، بوتان و هیدروژن هستند و در صورت تشخیص غلظت بالا، اقدامات لازم برای جلوگیری از انفجار را آغاز می‌کنند.
دتکتورهای گازی به سیستم هشداردهی مجهز شده‌اند که در صورت تشخیص گاز خطرناک، هشداری به شکل صوتی یا فلاشری صادر می‌کنند.
با استفاده از این دستگاه، می‌توان خسارات احتمالی وارده به افراد و تجهیزات را کاهش داد. با تشخیص زودهنگام گازهای خطرناک، اقدامات لازم می‌توانند انجام شوند تا خسارت‌های احتمالی به حداقل برسند.
به‌طور کلی، استفاده از دتکتور گاز در محیط‌هایی که احتمال وجود گازهای سمی، قابل اشتعال یا انفجاری وجود دارد، بسیار حیاتی است.

## اصطلاحات مهم دتکتور گاز
اگر با دتکتور گاز سر و کار داشته باشید، باید معنی اصطلاحاتی را بدانید تا بتوانید از این تجهیزات به بهترین نحو استفاده کنید. مهم‌ترین اصطلاخات مرتبط با دتکتورهای گازی عبارتند از:

##### حد پایین گاز انفجاری (LEL%)
LEL به معنای Lower Explosive Limit است و به حداقل میزان غلظتی از یک گاز انفجاری در هوا اشاره دارد که برای ایجاد انفجار لازم است. این مقدار برای هر گاز انفجاری متفاوت است و به عنوان مثال برای متان، حداقل غلظت لازم برای ایجاد انفجار برابر با حدود ۵ درصد است که به صورت LEL% نمایش داده می‌شود. به عبارت دیگر، اگر غلظت متان در هوا کمتر از ۵ درصد باشد، احتمال ایجاد انفجار کمتر است. اما اگر غلظت آن بیشتر از ۵ درصد شود، احتمال ایجاد انفجار بالاست. مقادیر LEL برای گازهای انفجاری مختلف متفاوت است و بسته به وضعیت و محیط کاری می‌تواند تغییر کند.

##### حد بالای گاز انفجاری (UEL%)
UEL به معنای Upper Explosive Limit است و به حداکثر میزان غلظتی از یک گاز انفجاری در هوا اشاره دارد که برای ایجاد انفجار نیاز است. به عنوان مثال برای متان، حداکثر غلظت لازم برای ایجاد انفجار برابر با حدود ۱۵ درصد است که به صورت UEL% نمایش داده می‌شود؛ یعنی اگر غلظت متان در هوا بیشتر از ۱۵ درصد شود، احتمال ایجاد انفجار کمتر است. اما اگر غلظت آن کمتر از ۱۵ درصد باشد، احتمال ایجاد انفجار بیشتر است. حد بالای انفجاری نیز برای گازهای انفجاری مختلف متفاوت است.

##### درصد vol
VOL% یا درصد حجمی (volume percent) در دتکتور گازی، نشان‌دهنده نسبت حجمی گاز مورد نظر به حجم کل هوا است. به عبارت دیگر، این درصد نشان می‌دهد که چه مقدار از حجم کل هوا را گاز مورد نظر تشکیل می‌دهد. این واحد اندازه‌گیری برای سنجش گازهای مختلفی مانند اکسیژن، مونوکسید کربن، دی‌اکسید کربن و دیگر گازهای موجود در محیط‌های صنعتی و تجاری استفاده می‌شود.
به عنوان مثال، اگر دتکتور گاز نشان دهد که غلظت یک گاز خاص 1% vol است، به این معنی است که ۱٪ از حجم هوا در آن محیط از آن گاز تشکیل شده است و ۹۹٪ بقیه از سایر گازها مانند نیتروژن و اکسیژن تشکیل شده است.

##### یک میلیونیوم گاز (ppm)
PPM (به انگلیسی: Parts Per Million) واحدی است که برای اندازه‌گیری مقدار بسیار کم یک ماده در یک محلول یا ترکیب بزرگ‌تر کاربرد دارد. در برخی دستگاه‌های تشخیص گاز، غلظت گاز به صورت ppm نمایش داده می‌شود. برای مثال، اگر گاز آمونیاک با غلظت 50ppm در هوا برسد، این به معنای وجود گاز آمونیاک ۰٫۰۰۰۰۵ جزء در هوا است. عمدتاً سنسورهای الکتروشیمیایی در محدوده ppm کار می‌کنند.
استفاده از واحد ppm در دتکتور گاز به دلیل این است که غلظت گازها در هوا بسیار کم و ناچیز است و معمولاً به صورت اعداد بسیار کوچکی مانند یک هزارم یا حتی یک میلیونم نشان داده می‌شود. برای همین، ppm به عنوان واحد اندازه‌گیری دقیق و کاربردی برای اندازه‌گیری غلظت گاز در هوا شناخته شده است.

##### میانگین TWA
میانگین (Time Weighted Average) استاندارد قرار گرفتن در معرض هر گونه گاز خطرناک در محل کار بر اساس یک روز کاری هشت ساعته یا ۴۰ ساعت کاری در هر هفته است. برای محاسبه میانگین TWA، غلظت ماده شیمیایی در هوا در طول یک شیفت یا یک روز کاری را به صورت مداوم اندازه‌گیری کرده و سپس با توجه به مدت زمانی که فرد در معرض آن قرار گرفته است، میانگین غلظت را محاسبه می‌کنند. به عنوان مثال، اگر غلظت ماده شیمیایی مورد نظر در هوا به میزان 1ppm در طول ۸ ساعت شیفت کاری اندازه‌گیری شود، میانگین TWA برای آن ماده 0/125ppm خواهد بود (1ppm ÷ ۸ = 0/125 ppm).

## انواع خروجی‌ها در دتکتور گاز
دتکتورهای گازی خروجی‌های متنوعی دارند که عمده‌ترین آنها موارد زیر هستند:
1. سیگنال خروجی دتکتور گاز معمولاً به صورت جریانی ۴ الی ۲۰ میلی‌آمپر (سیگنال استاندارد)، ۳ و ۲ سیم
2. سیگنال آنالوگ ۰ الی ۱۰ ولت
3. رله برد یا خروجی دیجیتالی (برای آلارم‌ها و اخطار)
4. قابلیت اتصال به شبکه‌های صنعتی از قبیل هارت (HART)، مود باس (MODBUS) و چندین پروتکل دیگر بصورت چندسیمه